# Mimizan
Mimizan is een gemeente in het Franse departement Landes (regio Nouvelle-Aquitaine). De gemeente telde 7.449 inwoners op 1 januari 2022. De plaats maakt deel uit van het arrondissement Mont-de-Marsan.

## Geschiedenis
Nabij Mimizan lag in de Gallo-Romeinse periode de plaats Segosa.
In de 12e eeuw werd de benedictijner priorij Sainte-Marie-de-Mimizan gesticht.
Tot de 7e eeuw kwam de zee meer landinwaarts en mondden de plaatselijke rivieren uit in baaien. Door duinvorming konden deze rivieren niet meer in zee uitmonden en achter de kustduinen ontstonden er moerassen en meren. Het Meer van Aureilhan is hiervan een voorbeeld. Doorheen de duinen watert dit meer toch af in zee. Deze stroom verplaatste zich in de loop der tijden. Tussen 1870 en 1873 werden dijken aangelegd in het kader van de ontwikkeling van Mimizan-Plage als badplaats waardoor het tracé van de stroom werd vastgelegd.

## Geografie
De oppervlakte van Mimizan bedroeg op 1 januari 2022 114,83 vierkante kilometer; de bevolkingsdichtheid was toen 64,9 inwoners per km².
De gemeente heeft een kuststrook van 10 km aan de Golf van Biskaje. Mimizan-Ville ligt zes km landinwaarts van Mimizan-Plage, een badplaats met vier stranden. Het Meer van Aureilhan wordt gevoed door de Sainte-Eulalie, de Canteloup en de Escource en watert af in zee via de Courant de Mimizan.
De onderstaande kaart toont de ligging van Mimizan met de belangrijkste infrastructuur en aangrenzende gemeenten.

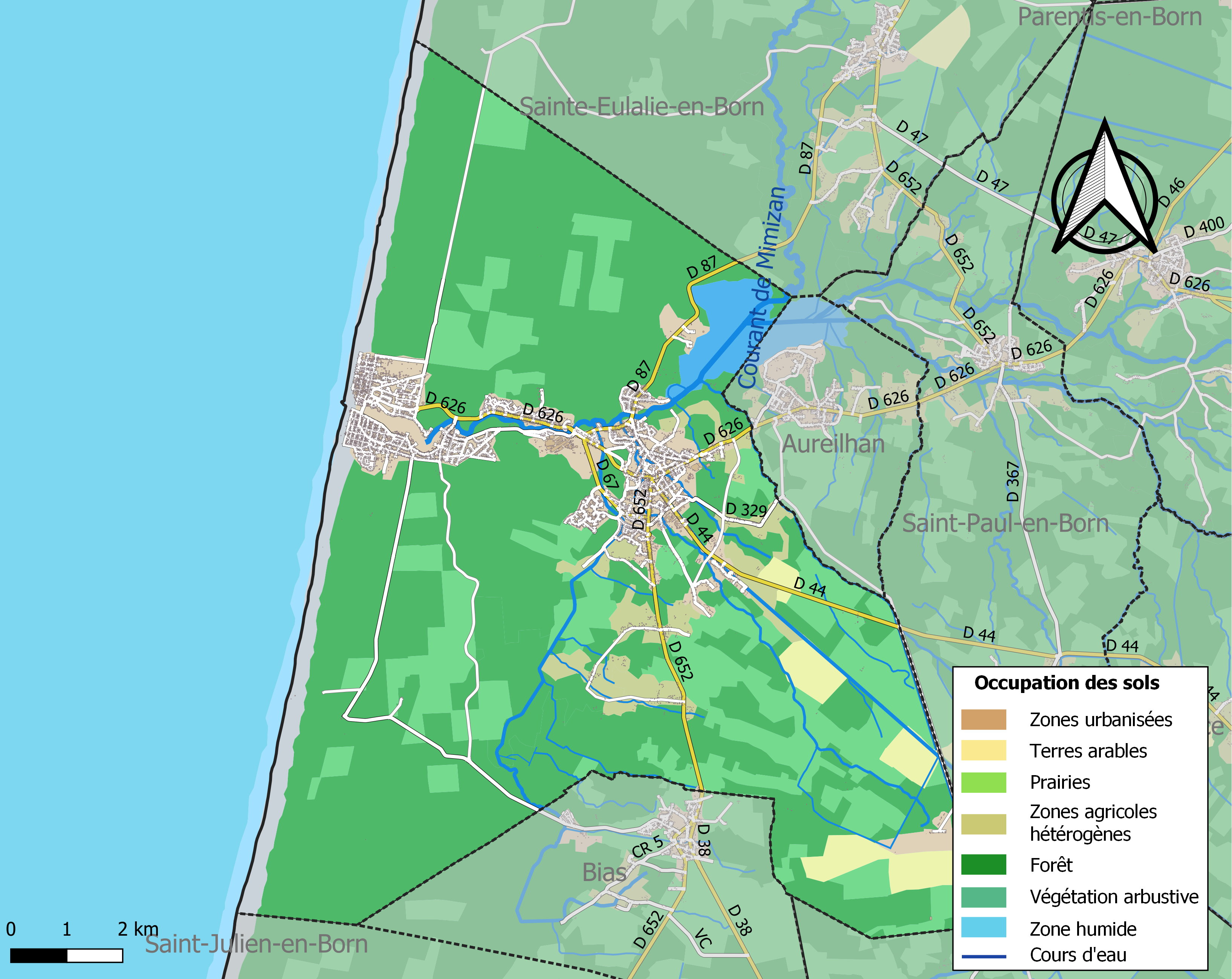

## Demografie
Onderstaande figuur toont het verloop van het inwonertal (bron: INSEE-tellingen).

## Bezienswaardigheden
De kerktoren van de voormalige benedictijner priorij Sainte-Marie-de-Mimizan herbergt het polychroom gebeeldhouwd portaal van de kloosterkerk uit de 13e eeuw. Dit historisch monument is ingeschreven als werelderfgoed in het kader van de pelgrimsroutes naar Santiago de Compostella.
De duinen, het Meer van Aureilhan en de Courant de Mimizan vormen een Natura 2000-gebied.